# 先進重水反應爐
先進重水反應爐（AHWR）或AHWR-300是印度最新設計的下一代核反應器，其燃料核心使用釷。它計劃成為印度三階段燃料循環計劃的第三階段。此階段燃料循環計畫原計劃於2016年從一台300兆瓦（MWe）的原型機開始建造。
| AHWR-300           | AHWR-300                                        |
| ------------------ | ----------------------------------------------- |
| 世代               | 第三代+反應爐                                   |
| 反應爐概念         | 釷加壓重水反應爐                                |
| 設計者             | 巴巴原子能研究中心( (BARC)                      |
| 製造商             | 印度核電有限公司（NPCIL,計劃中）                |
| 狀態               | 正在開發中                                      |
| 反應爐堆芯主要參數 |                                                 |
| 燃料（裂變材料）   | 232 Th / 233 U（ MOX）和232 Th / 239 Pu（ MOX） |
| 燃料狀態           | 固體                                            |
| 中子能量           | 熱的                                            |
| 主要控制方法       | 控制棒                                          |
| 主要緩速劑         | 重水                                            |
| 主冷卻劑           | 輕水                                            |
| 反應器使用情況     |                                                 |
| 主要用途           | 發電                                            |
| 功率（熱能）       | 920兆瓦熱                                       |
| 動力（電力）       | 304兆瓦                                         |

KAMINI是印度第一座釷基實驗反應爐。它以輕水為冷卻劑和慢化劑，燃料為鈾-233金屬，鈾-233金屬由鄰近的FBTR反應器利用的釷燃料循環產生。全功率下可產生30千瓦的熱能。

## 背景
巴巴原子能研究中心( BARC) 已建成大型基礎設施，用於促進先進重水反應器的設計和研發。其涵蓋範圍包括材料技術、關鍵部件、反應器物理和安全分析。已建成多處設施用於試驗此類反應器。先進重水反應器 (AHWR) 是壓力管式重水反應器。印度政府原子能部(DAE) 正全額資助先進重水反應器的未來發展、當前的發展和設計。新型先進重水反應器將配備更通用的安全要求。由於印度擁有豐富的釷儲量，因此成為此類反應器的基地；因此，印度更適合 AHWR 的持續使用和運作。

## 動機
地殼中釷的儲量是鈾的三倍，但從經濟可行性角度來看，釷的開採已探明儲量不如鈾豐富，其中印度是世界上探明儲量最多的國家。從獨居石中提取稀土元素的礦山尾礦中也含有大量的釷，而獨居石通常同時含有稀土元素和釷。只要對釷的需求保持在低位，這些尾礦就會產生化學物質（釷是一種有毒的重金屬）和（程度較輕的）放射性問題，這些問題至少可以透過在核電站中使用釷得到部分解決。與鈾不同，鈾實際上含有 0.72% 的可裂變元素 235
U材料，釷幾乎只藉由使用熱中子使可增殖的232
Th 轉化成裂變物質233
U。這使得原始材料的使用比例大大提高，而無需使用快中子增殖反應堆，同時產生的次錒系元素數量級也減少了幾個數量級。然而，由於釷本身不可裂變，因此必須先「增殖」以獲得可裂變材料，然後才能在「增殖」釷的同一反應器中使用。233
U或透過化學方法分離，用於單獨的「燃燒器」反應器。

## 設計
AHWR 的擬定設計是重水慢化核動力反應堆，將成為下一代PHWR類型的核動力反應器。該反應器由位於印度孟買的巴巴原子能研究中心(BARC)開發，旨在實現釷燃料循環用於商業發電的目標。 AHWR 是一種垂直壓力管式反應器，透過自然循環下沸騰輕水冷卻。設計的一個獨特之處是主安全殼頂部有一個大型水箱，稱為重力驅動水池 (GDWP)。此水箱設計為執行多項被動安全功能。
AHWR 的整體設計是利用大量的釷和釷循環。 AHWR 與壓水器(PHWR)非常相似，因為它們在壓力管和排管概念上存在相似之處，但與PHWR 不同， AHWR 中的管道方向是垂直的。 AHWR 的核心長 3.5 米，在 225 毫米的正方形間距上有 513 個格位。核心徑向分為三個燃耗區。燃耗隨著向核心外表面移動而降低。燃料佔據 452 個格位，其餘 37 個位置由停堆系統-1 佔據。它由 37 根停堆棒組成，24 個位置用於反應性控制裝置，該裝置由 8 根吸收棒、8 根墊片棒和 8 根調節棒組成。透過在7MPa的壓力下煮沸輕水，熱量被帶走。此模型的主要目標是獲得核心內的總功率和粗略的空間功率分佈，並將其控制在一定的精度範圍內。
反應器設計融合了先進技術以及印度壓水重水反應器(PHWR) 的幾個已證實的優良特性。這些特性包括壓力管式設計、低壓慢化劑、帶電換料、多種快速停機系統以及在反應器堆芯周圍配備大型低溫散熱器。 AHWR 採用了多項被動安全特性。其中包括：透過自然循環去除堆芯熱量；將緊急堆芯冷卻系統 (ECCS) 的水直接注入燃料中；以及在高架重力驅動水池 (GDWP) 中儲備大量硼化水，以促進堆芯衰變熱量的去除。緊急核心冷卻系統 (ECCS) 的注入和安全殼冷卻無需啟動任何主動系統或操作員操作即可發揮作用 ( SCRAM )。
反應器物理設計經過調整，透過實現略微為負的空泡係數，最大限度地利用釷基燃料。透過在同一燃料簇的不同燃料棒中使用PuO2-ThO2混合氧化物和ThO2-233UO2混合氧化物，以及使用由非晶碳（在燃料棒束中）和體積比為80%–20%的重水組成的非均相慢化劑，實現了這些要求。核心結構具有相當大的靈活性，在不改變反應器結構的情況下，可以實現多種可行的解決方案，包括那些不需要使用非晶碳基反射器的解決方案。

## AHWR 的一些獨特功能
- 取消高壓重水冷卻劑，減少重水洩漏損失，並取消重水回收系統。
- 回收慢化劑中產生的熱量用於水加熱。
- 消除主要部件和設備，例如主冷卻劑泵和驅動馬達、相關控制和電源設備，並相應節省運行這些泵所需的電力。
- 車間組裝的冷卻液通道，具有單獨快速更換壓力管的功能，不會影響其他已安裝的通道組件。
- 用更簡單的蒸汽鼓代替蒸汽發生器。
- 蒸汽壓力比 PHWR 更高。
- 多效海水淡化廠利用低壓渦輪機產生的蒸汽，每天生產 500 立方公尺的去離子水。
- 反應爐的設計壽命為百年。
- 由於其先進的安全特性，其設計目標是不需要禁區。[9]

## 燃料循環
標準情況下，AHWR 應採用閉式核燃料循環，因為這將降低放射性毒性。因此，AHWR 擁有多種燃料循環，因此可提供替代燃料選擇。它可以進行閉式燃料循環，也可以進行一次通過式燃料循環。 AHWR 的整體設計使其能夠使用釷基燃料實現高燃耗（巴拿馬核能研究理事會，2013 年）。從反應器中回收的釷隨後被送回，鈽則被儲存起來，以備日後用於快中子增殖反應器。
先進燃料製造廠 ( AFFF ) 將負責生產 AHWR 的燃料，該工廠由位於塔拉普爾的巴巴原子能研究中心(BARC)負責管理。 AFFF 目前正在生產 PFBR 燃料棒。 AFFF 過去曾參與其他研究用途的燃料棒製造。 AFFF 是世界上唯一同時處理過鈾、鈽和釷的核燃料生產設施。

## 未來計劃
印度政府於 2013 年宣布將建造一座 300 MWe 的 AHWR，具體位置待定。截至 2017 年，該設計已進入驗證的最後階段。

## 安全創新
車諾比核災和福島第一核電廠事故等核洩漏事故使得設施的建設和維護改進至關重要。這些事故與鈾235反應器及其所在設施的不良結構有關。此後，國際原子能總署加強了核設施的規程，以防止此類事故再次發生。防止核子洩漏的首要安全措施之一是遏制放射性物質從反應器中逸出。縱深防禦是核設施中使用的一種最有效的放射性遏制方法。澳洲水資源與環境部（AWHR）已掌握了縱深防禦流程，該流程用於反應堆，並採用必要的措施和設備將放射性物質控制在堆芯內。
縱深防禦方法建立了必須遵循的程序，以減少人為錯誤事件和機器故障。這些程序如下：
- 1級：預防異常操作和故障
- 第2級：異常操作的控制與故障的偵測
- 三級：設計基準內的事故控制
- 第四級：嚴重工廠狀況的控制，包括防止事故發展和減輕嚴重事故的後果
- 5級：減輕放射性物質大量釋放的放射性後果。

先進水力反應器 (AHWR) 是再生能源安全領域的創新，因為它將限制可裂變鈾 235的使用，而是透過從可增殖釷 232 中增殖可裂變鈾 233。據稱，從第 90 個元素釷中提取核能所產生的能量比世界上石油、煤炭和鈾的總和還要多。 AHWR 具有不同於傳統輕水核反應器的安全特性。這些特性包括：強大的安全系統、透過內置冷卻系統減少堆芯熱量、多重停堆系統以及由毒劑組成的故障安全程序，該程序在發生技術故障時（FBR）會關閉系統。 科學家試圖避免反應爐中的潛在威脅是熱的積聚，因為核能在高溫、高壓和化學反應中會加劇熱量的積聚。 AHWR 具有以下特點，有助於降低發生這種情況的機率：負反應性係數、低功率密度、堆芯過量反應性低，以及合理選擇內置材料屬性。

## 技術規格
| 規格                                 | AHWR-300                                                                                            |
| ------------------------------------ | --------------------------------------------------------------------------------------------------- |
| 熱輸出，MWth                         | 920                                                                                                 |
| 有功功率，MWe                        | 304                                                                                                 |
| 淨效率%                              | 33.1                                                                                                |
| 冷卻液溫度，°C：                     | |
| 堆芯冷卻劑入口                       | 259.5                                                                                               |
| 核心冷卻劑出口                       | 285                                                                                                 |
| 主要冷卻劑材料                       | 沸騰的輕水                                                                                          |
| 二次冷卻劑材料                       | 輕水                                                                                                |
| 緩速劑材料                           | 重水                                                                                                |
| 反應爐操作壓力，MPa(a)               | 7                                                                                                   |
| 有效核心高度，m                      | 3.5                                                                                                 |
| 等效芯徑，mm                         | -                                                                                                   |
| 平均燃料功率密度，MW/m 3             | -                                                                                                   |
| 平均核心功率密度，MW/ m3             | 10.1                                                                                                |
| 燃料                                 | (Th, 233 U) MOX和 (Th, 239 Pu)MOX                                                                   |
| 包覆管材料                           | 鋯合金-4                                                                                            |
| 燃料組件                             | 452                                                                                                 |
| 組件中的引腳數                       | 54                                                                                                  |
| 換裝燃料濃縮度，wt%                  | 環 1: (Th, 233 U)MOX/3.0 環 2: (Th, 233 U)MOX/3.75 環 3: (Th, 239 Pu)MOX/ 4.0 (下半部) 2.5 (上半部) |
| 燃料循環長度、有效全功率天數（EFPD） | 250                                                                                                 |
| 平均排放燃料燃耗，MW·天/公斤         | 38                                                                                                  |
| 操作範圍內的核心平均反應係數         | |
| 燃料溫度，Δk/k/°C                    | -2.1 x 10 −5                                                                                        |
| 通道溫度，Δk/k/°C                    | +2.5x 10 −5                                                                                         |
| 空隙係數，Δk/k/%空隙                 | -5.0 x 10 −5                                                                                        |
| 冷卻劑溫度，Δk/k/°C                  | +4.9× 10−5                                                                                          |
| 控制棒                               | 不銹鋼中的碳化硼                                                                                    |
| 中子吸收器                           | 硝酸釓溶液                                                                                          |
| 餘熱排除系統                         | 主動式：電容式 被動：重力驅動水池中的隔離冷凝器                                                     |
| 安全注入系統                         | 被動：緊急核心冷卻系統                                                                              |